# Victor/Victoria (Musical)
Victor/Victoria ist ein Musical aus dem Jahr 1995, das auf dem gleichnamigen Film aus dem Jahr 1982 basiert. Da der Komponist Henry Mancini, von dem auch die Filmmusik stammt, während der Fertigstellung starb, wurden noch drei zusätzliche Musiktitel von Frank Wildhorn geschrieben. Das Buch stammt, wie schon beim Film, von Blake Edwards und die Liedtexte von Leslie Bricusse.

## Handlung
Erster Akt
Die erfolglose Sängerin Victoria Grant hofft vergeblich auf ihren Durchbruch und hat Probleme, ihre Rechnungen zu bezahlen. Bei einem Vorsingen in Henri Labisses Nachtclub Chez Lui lernt sie eines Abends Toddy kennen, einen älteren, schwulen Mann. Die beiden sind sich gleich sympathisch und werden zu Freunden. Als Victoria von Toddys Ex-Freund für einen Mann gehalten wird, hat Toddy eine Idee: Victoria soll sich als männlicher Travestiekünstler ausgeben, der Frauen so perfekt imitiert wie kein Zweiter. Nach anfänglichem Zögern stimmt Victoria schließlich zu, um endlich Arbeit zu bekommen. Ihr neuer Name ist Victor Grazinsky, ein osteuropäischer Graf, der außerhalb seiner Heimat völlig unbekannt ist.
Ihr erster Auftritt als Travestiekünstler Victor (Le Jazz Hot) wird ein umjubelter Erfolg und sie wird über Nacht zum Star. Bei diesem Auftritt sitzen auch der amerikanische Nachtclub-Besitzer King Marchand, seine Freundin Norma Cassidy und sein Leibwächter Squash Bernstein im Publikum. Während King Marchand zunächst distanziert ist, ist Norma von Victor begeistert. Bei einem Treffen mit Victoria hat diese größte Mühe, ihre Rolle als Victor aufrechtzuerhalten.
Im Hotel stellen alle fest, dass die von Victoria und Toddy angemietete Suite direkt neben der von King Marchand, seiner Freundin Norma und seinem Leibwächter Squash liegt. Toddy ist von Squash begeistert und findet, dieser habe einen Blick wie ein junger Welpe.
Zweiter Akt
Victoria feiert weiterhin als Victor Erfolge. Währenddessen planen King Marchand, Norma und Squash ihre Abfahrt aus Paris. King Marchand, der Victoria immer noch für Victor hält, muss sich jedoch eingestehen, dass er sich in Victor verliebt hat.
Victoria gesteht ihm schließlich, dass sie eine Frau ist und die beiden werden ein Paar. King Marchand lässt sich überreden, weiter so zu tun als sei Victoria ein Mann. Durch die vermeintliche Homosexualität seines Chefs gesteht sein Leibwächter Squash Bernstein sich ein, dass er schwul ist und sich in Toddy verliebt hat. Auch Toddy und Squash werden ein Paar.
Norma, die beleidigt ist, weil ihr Freund sie wegen Victor verlassen hat, informiert seinen ehemaligen Geschäftspartner, den Kriminellen Sal Andretti, wo sich King Marchand aufhält und dass dieser jetzt mit einem Mann zusammenlebt. Doch King Marchand steht weiterhin zu Victor. Mittlerweile erfährt auch Henri Labisse, dass Victor in Wahrheit Victoria ist und will sie auffliegen lassen.
Schließlich ist Victoria des Versteckspiels überdrüssig und will endlich wieder offen als Frau leben können. Sie will noch ein letztes Mal als Victor auftreten und dabei enthüllen, dass sie eine Frau ist. Bei diesem letzten Auftritt machen sie und King ihre Liebe ebenso öffentlich wie Toddy und Squash, die sich auch als schwules Paar nicht verstecken wollen. Und so heißt es am Ende “It’s not a crime to love each other” – „Es ist kein Verbrechen, einander zu lieben“.

## Musiktitel
Erster Akt
- Paris by Night – Toddy & Les Boys
- If I Were a Man – Victoria
- Trust Me – Toddy & Victoria (Musik: Frank Wildhorn)
- Le Jazz Hot – Victor & Ensemble
- Der Tango – Victor & Norma
- Paris Makes Me Horny – Norma
- Crazy World – Victoria

Zweiter Akt
- Louis Says – Victor & Ensemble (Musik: Frank Wildhorn)
- King’s Dilemma – King
- Apache – Les Boys
- You & Me – Toddy & Victor
- Paris by Night (Reprise) – Blumenverkäuferin
- Almost a Love Song – King & Victoria
- Chicago, Illinois – Norma & The Girls
- Living in the Shadows – Victoria (Musik: Frank Wildhorn)
- Living in the Shadows (Reprise) – Victoria (Musik: Frank Wildhorn)
- Victor/Victoria – Victoria, Toddy, King, Squash & Ensemble

## Original-Besetzung der Broadway-Produktion
25. Oktober 1995 – 27. Juli 1997 (Previews ab 3. Oktober 1995): Marquis Theatre, Broadway, New York City (734 Vorstellungen und 25 Previews).
- Julie Andrews (Victoria Grant / Victor Grazinsky)
- Tony Roberts (Toddy)
- Michael Nouri (King Marchand)
- Rachel York (Norma Cassidy)
- Gregory Jbara (Squash Bernstein)
- Richard B. Shull (Andre Cassell)
- Adam Heller (Henri Labisse)

& Ensemble
Julie Andrews wurde 1997 aufgrund von Problemen mit ihrer Stimme, die sich nach einer Operation ergaben, durch Liza Minnelli ersetzt.

## Europäische Erstaufführung
Die europäische Erstaufführung fand am 3. Juli 1998 an der Staatsoperette Dresden statt. Regie führte Stefan Huber, die musikalische Leitung hatte Volker Plangg. Die weibliche Hauptrolle war alternierend mit Annette Koch und Marianne Larsen besetzt, die Rolle des Toddy spielte Peter Bause.

## CD
- Victor/Victoria – Original Broadway Cast Recording (Philips 446 919-2)

## DVD
Die Original Broadway-Show wurde aufgezeichnet und auf DVD veröffentlicht:
- Victor/Victoria – The Original Broadway Cast Production starring Julie Andrews (1995)